# George Young
George Young (6. listopadu 1946 Glasgow, Skotsko, Spojené království – 22. října 2017 Sydney) byl australský rockový hudebník, textař a hudební producent. Působil ve skupinách The Easybeats, Vanda & Young (resp. Flash and the Pan). Poté byl krátce členem skupiny (jako studiový muzikant) AC/DC, stejně jako jeho mladší bratři Malcolm a Angus. Ve skupině AC/DC hrál na basovou kytaru. Později působil ve skupině Flash and the Pan.
Se svým kolegou a přítelem z kapely The Easybeats působil jako producent a skladatel a napsali spolu nemalou řádku hitů pro jiné interprety. Nejznámější z nich je Love is in the Air pro zpěváka jménem John Paul Young (není rodinně spřízněn).
Po odchodu z hudebního průmyslu 90. letech 20. století se s rodinou přestěhoval do Portugalska. Zemřel 22. října 2017 ve věku 70 let. Příčina smrti nebyla oznámena.

## Diskografie

### Producent
výběr
- Stevie Wright
- AC/DC
- John Paul Young
- The Angels
- Rose Tattoo
- Flash and the Pan

### Autorské skladby
výběr
- Friday On My Mind – The Easybeats (1966)
- Good Times – The Easybeats, INXS spolu s Jimmy Barnesem
- Love is in the Air – John Paul Young (1978)
- Walking in the Rain – Flash and the Pan, Grace Jones
- Evie – Parts 1, 2 & 3 – Stevie Wright, Pat Travers Band, The Wrights
- Hey St. Peter – Flash and the Pan